# Entführung durch Außerirdische
Als eine Entführung durch Außerirdische (englisch alien abduction oder alien abduction experience (AAE); in der Ufologie nach einer Klassifikation von UFO-Begegnungen durch J. Allen Hynek auch Nahbegegnung der vierten Art (engl. close encounter of the fourth kind, kurz CE-4)) wird die Entführung von Menschen durch außerirdische Wesen bezeichnet.

Annahmen über die Faktizität solcher Entführungen basieren auf Berichten der Opfer der behaupteten Entführungen. Beweise dafür, dass tatsächlich jemals Menschen von Außerirdischen entführt wurden, existieren allerdings nicht, wie auch nicht für die Existenz von außerirdischem Leben überhaupt. 
Das mythologische Wesen Grey wird von Ufologen und vermeintlichen Entführungsopfern in mehreren Fällen mit dem Phänomen in Verbindung gebracht.

## Geschichte des Phänomens
Der erste moderne Fall dieser Art, der Aufsehen erregte, betraf das US-amerikanische Ehepaar Betty und Barney Hill, die im Jahr 1961 angaben, ein UFO gesichtet zu haben. Nachdem Betty monatelang unter Albträumen litt, die den Aufenthalt in einem mit unbekannten Instrumenten ausgestatteten Laboratorium betrafen, wurden sie und ihr Ehemann mittels Hypnose behandelt, wobei Barney Hill dann ähnliche Erfahrungen schilderte wie seine Frau. Ein ähnliches Erlebnis hatte in den 1970er Jahren Travis Walton. Einem größeren Kreis bekannt wurde das Phänomen auch durch den Schriftsteller Whitley Strieber, der einige persönliche Erlebnisse aus dem Jahr 1985 in Hypnosesitzungen untersuchen ließ und 1987 in seinem Buch Communion (dt.: Die Besucher) präsentierte. Allerdings besteht Strieber nicht auf einem extraterrestrischen Ursprung des Erlebnisses, sondern zieht ausführlich die Möglichkeiten des Unbewussten in Betracht. Der Inhalt des Buches wurde 1989 unter gleichem Titel als Spielfilm mit Christopher Walken in der Hauptrolle verfilmt.
Es ist schwierig, gesicherte Zahlen zu erhalten, wie viele Menschen  behaupten, sie seien durch Außerirdische entführt und in deren Raumschiffen verschiedenen medizinischen Experimenten unterzogen worden. 1992 veröffentlichte das amerikanische Meinungsforschungsinstitut Roper eine Umfrage, nach der 3,7 Millionen US-Amerikaner Erlebnisse hatten, die auf eine Entführung hindeuteten. Die Validität dieser Untersuchung und ihrer Ergebnisse wurde mehrfach angezweifelt. Eine erneute Umfrage von Roper im Jahr 2002 ergab, dass 1,4 % der US-Bevölkerung sich an vier von fünf Schlüsselerlebnissen einer Entführung erinnerten.
In einer Studie an der University of New Mexico aus dem Jahr 1988 wurde festgestellt, dass etwa 20 % der Freiwilligen, denen eine hohe Dosis Dimethyltryptamin injiziert wurde, identische Erfahrungen wie die einer Entführung durch Außerirdische hatten.

## Geschilderter Ablauf
Bei den meisten Opfern treten nach der vermeintlichen Entführung zunächst nur einige nicht sehr spezifische psychische und somatische Symptome auf (wie Schlaflosigkeit, Albträume und Dunkelangst). Erst bei der Verwendung spezifischer Befragungstechniken, insbesondere beim Einsatz von hypnotischer Regression durch einen mit dem Phänomen vertrauten Psychotherapeuten, stellen sich Erinnerungen an die Entführungen selbst ein. Die betroffenen Personen berichten dann – im Wesentlichen übereinstimmend – über ihre Erlebnisse. Wenn man die von verschiedenen Autoren vorgenommenen idealtypischen Rekonstruktionen als Orientierung benutzt, lässt sich der Ablauf einer solchen Entführung so beschreiben:
1. Das Opfer sieht zunächst eine ungewöhnliche Himmelserscheinung (z. B. ein strahlend helles Licht). Bei einigen Entführungen sahen auch Personen, die nicht entführt wurden, zur gleichen Zeit ein ungewöhnliches Phänomen am Himmel.
2. Wie aus dem Nichts erscheinen fremdartige Gestalten, die dem Opfer mit unbekannten Methoden Willenskraft und Empfindungsvermögen rauben.
3. Durch diese Gestalten oder durch eine Art Lichtstrahl (auch Traktorstrahl) wird das Opfer in ein Raumschiff gebracht, wo es sich in einem hell erleuchteten, oftmals mit fremdartigen Maschinen angefüllten Raum wiederfindet.
4. Hier wird das Opfer – fixiert auf einer Art Tisch oder Bett – verschiedenen, meist sehr schmerzhaften Untersuchungen und/oder Experimenten unterzogen: Es werden Blut und Gewebeproben entnommen, dünne Sonden in verschiedene Körperöffnungen oder durch die Haut eingeführt, manchmal Implantate eingesetzt.
5. Das besondere Interesse gilt dabei regelmäßig den Geschlechtsteilen der Entführten. Sperma und Eizellen werden entnommen – in einigen Fällen kommt es zu sexuellen Interaktionen zwischen Mensch und menschenähnlichem Alien. Frauen werden manchmal befruchtete Eizellen eingesetzt, die Föten werden bei einer späteren Entführung wieder entnommen.
6. Während aller Experimente fühlen die Opfer sich von außen kontrolliert. Sie erfahren sich, auch wenn sie nicht mechanisch fixiert sind, als hilf- und wehrlos.
7. Am Ende der Untersuchungen werden entweder die Erinnerungen an die Ereignisse gelöscht oder der Verstand der Opfer wird so manipuliert („programmiert“), dass sie nicht über ihre Erlebnisse sprechen können.
8. An den Rücktransport zum Entführungsort (seltener an einen anderen Ort) gibt es meistens keine Erinnerung.

Bei manchen Entführungen berichten die Opfer auch davon, dass ihnen eine gewisse Zeitspanne zu fehlen scheint. Auf Basis dieser strukturell gleichförmigen Berichte hat sich im Laufe der Zeit in den sozialen Netzwerken aus Betroffenen, UFO- und Entführungs-Experten und einigen Wissenschaftlern ein umfangreiches Hintergrundwissen zum Phänomen ausgebildet. Dazu gehören auch Annahmen über die psychischen und psychosozialen Auswirkungen für die Betroffenen und eine entsprechende ethische Bewertung der Erfahrungen.
In einigen Fällen wird von einer eher positiven Wirkung auf die vermeintlich Entführten ausgegangen: Die Interaktion mit den fremden Wesen soll ihnen zu „höheren Einsichten“ über sich selbst oder die Zukunft der Menschheit verholfen haben. In der Mehrheit der Berichte – diese Tendenz verstärkte sich in den 1980er und 1990er Jahren noch – werden die geschilderten Entführungen und ihre Nachwirkungen jedoch außerordentlich negativ beurteilt. Die Entführungen, insbesondere aber die in ihrem Rahmen stattfindenden schmerzhaften und entwürdigenden medizinischen Experimente, werden als traumatisierende Erlebnisse angesehen. Entsprechend leiden die Entführungsopfer mehrheitlich unter Symptomen, wie sie die posttraumatische Belastungsstörung beschreibt. Viele Betroffene berichten von mehrfachen Entführungen, die regelmäßig bereits in der Kindheit einsetzten und sich über Jahrzehnte hinweg immer wieder ereigneten. Als besonders quälend empfinden viele das Wissen, auch in der Zukunft immer wieder Opfer werden zu können.

## Prominente Personen, die Entführungen berichten
- Kary Mullis, US-amerikanischer Biochemiker, der 1993 den Nobelpreis für Chemie erhielt, wurde nach eigenen Angaben 1985 von Außerirdischen entführt.[16][17]
- Ace Frehley, Mitbegründer und ehemaliger Leadgitarrist der Hardrockband Kiss, wurde nach eigenen Angaben ab 1968 mehrmals entführt.[18]
- Whitley Strieber, US-amerikanischer Schriftsteller. Seine angebliche Entführungen durch Außerirdische schildert er in seinem Werk Die Besucher (Communion, 1987).
- Betty und Barney Hill, US-amerikanisches Ehepaar, welches durch seine angebliche Entführung bekannt wurde.
- Travis Walton, US-amerikanischer Waldarbeiter, der durch seine angebliche Entführung bekannt wurde. Seine Geschichte wurde stark abgewandelt verfilmt.
- Charles Hickson wurde angeblich am 11. Oktober 1973 bei Pascagoula im US-Staat Mississippi von drei Wesen mit lederartiger grauer Haut und krebsähnlichen Zangen entführt.[19]
- Antônio Villas Boas, brasilianischer Farmer und Rechtsanwalt, der nach eigenen Angaben 1957 entführt wurde und dafür bekannt ist.[20][21]
- Elizabeth Klarer, südafrikanische Meteorologin, wurde nach eigener Aussage (mehrmals 1956 und 1957) von Außerirdischen entführt bzw. auf deren Heimatplaneten gebracht und hat einen Alien-Mensch-Hybriden namens Ayling geboren.[22][23]
- Weitere Personen werden in der Wikidata-Liste der Alien-Entführten aufgeführt

## Wissenschaftliche Erklärungsversuche
Als Erklärungsversuche für die Behauptungen, von Außerirdischen entführt worden zu sein, ist in den letzten zehn Jahren eine ganze Reihe von Hypothesen aufgestellt worden, die der Frage nachgehen, welche Vorgänge diese Wahrnehmungen, Erlebnisse und Erinnerungen hervorgerufen haben könnten. Sie lassen sich zu zwei Typen von Erklärungen zusammenfassen:
Nach einem Erklärungsmuster sind die Berichte im Kontext kultur-historischer Prozesse einzuordnen und als kollektive Narration zu verstehen:
- UFO-Forscher wie Jacques Vallée weisen beispielsweise auf die Übereinstimmung vieler Entführungsschilderungen mit Mythen und Märchen hin, insbesondere den Beschreibungen von Geistern, Feen, Sylphen und Zwergen. Der Autor Ulrich Magin betrachtet das Phänomen ähnlich, deutet Geschichten von Begegnungen mit Außerirdischen aber im Rahmen „einer Erzähltradition, die sich lediglich äußerlich dem Zeitenwandel angepasst hat“.[24]
- Ebenso wurden von mehreren Wissenschaftlern die Bezüge zu religiösen Vorstellungen herausgearbeitet, so zu der griechischen Proteus-Vorstellung, Engeln, Dämonen und Marienerscheinungen wie der von Fatima. Die sexuelle Komponente der Entführungen verweist auf die Incubi und Succubi der jüdischen und christlichen Mythologie. Die Rolle der Entführten als „Mittler für Botschaften“ lässt Parallelen zu schamanischen Initiationsriten erkennen.[25][26]
- Eng verwandt damit ist die Theorie, dass den Schilderungen „kulturelle Übernahmen“ zugrunde liegen, dass also die Erlebnisse aus Erzählungen, Büchern oder Filmen stammen.[27] Dabei spielen auch medienwissenschaftliche Befunde über die Verbreitung und Introzeption sozialer Deutungsmuster eine Rolle.

Nach einem anderen Erklärungsmuster sind die Entführungserfahrungen Folge einer (wie auch immer gearteten) individuellen psychischen oder physiologischen Desorganisation der Menschen, die über solche Erlebnisse berichten. Auch in dieser Gruppe findet sich eine ganze Reihe konkurrierender Einzelerklärungen:
- Eine eher rationale Erklärung des Phänomens ist, dass es sich bei diesen Erlebnissen um fehlinterpretierte kognitive Prozesse handelt, also um psychische Illusionen ähnlich den optischen Täuschungen.[28][29]
- Eine andere Theorie besagt, dass die angeblich Entführten psychisch krank seien. Diese Vermutung wurde aber durch klinische Tests widerlegt. Allerdings verfügen Menschen mit UFO-Erfahrungen über „eine signifikant größere Anzahl von exotischen Überzeugungen“ als untersuchte Kontrollgruppen.[30][12] Ferner ist die Wahrscheinlichkeit solcher Erfahrungen bei Menschen mit Tendenz zur Phantasieproduktion am größten.[31]
- Einige Wissenschaftler halten die Erlebnisse für eine Folge posttraumatischer Belastungsstörungen, also beispielsweise unverarbeitete Kindheitstraumata, Gewalterfahrungen oder gesellschaftliche Belastungen.[32]
- Es wird ferner von einigen Wissenschaftlern angenommen, dass die unter Hypnose gewonnenen Beschreibungen therapeutisch erzeugte Falsche Erinnerungen sind, wofür einige Untersuchungen Hinweise liefern.[33][34][35] Kritiker dieser Erklärung behaupten, dass Hypnose häufig bei der Polizei (in den USA) zur erfolgreichen Rekonstruktion von Tatbeständen herangezogen werde, dass bei den Laborexperimenten zur Erschaffung von falschen Erinnerungen für die Versuchspersonen unbedeutendes Material verwendet worden sei und diese nicht mit den dramatischen Umständen einer Entführung zu vergleichen seien.[36]
- Eine weitere Erklärung stellen sogenannte außerkörperliche Erfahrungen (AKE) dar. Aufgrund der Gemeinsamkeiten zwischen beiden Erfahrungen schließen AKE-Forscher, dass es sich um dasselbe Phänomen handeln könnte.[37]
- Eine weitere Theorie führt die angeblichen Wahrnehmungen auf eine Schlafparalyse bzw. Halluzinationen im Schlafzusammenhang zurück. Auch dafür liefert eine Reihe von Studien ernstzunehmende Belege.[38][39]

Unabhängig von der Frage, wie der Realitätsgehalt der Entführungserlebnisse aus wissenschaftlicher Sicht einzuschätzen ist, bleibt „der Sachverhalt bestehen, dass Tausende von Betroffenen nach erfolgter ‚Wiedererinnerung‘ subjektiv von der Realität der Entführungen überzeugt sind, ihre Biographien und Familiengeschichten entsprechend zu re-konstruieren beginnen und sowohl ihr Alltagsleben als auch ihre Zukunftsplanung an dieser Überzeugung ausrichten“.

„Aus dem herkömmlichen Raster individuell zu erklärender Wahrnehmungs- oder Erinnerungsstörungen fallen die Entführungsberichte nicht nur heraus, weil psychologische Untersuchungen bei den betroffenen Personen – von den Symptomen der posttraumatischen Belastungsstörung einmal abgesehen – kaum auffällige Befunde erbringen. Wichtiger ist noch, dass es sich um ein kollektives Phänomen handelt: Meist ohne vorher Kontakt zu anderen Opfern gehabt zu haben, berichten die Betroffenen unter Hypnose zwar nicht völlig identische, aber doch strukturell und symbolisch verblüffend ähnliche Erlebnisse. Die Dichte der Erinnerungen und die Konsistenz der Narrationen nimmt dabei mit jeder Therapiesitzung zu. Einmal akzeptiert, prägt die Entführungserfahrung dauerhaft das Leben der Opfer.“

## Künstlerische Rezeption
Der Schriftsteller Whitley Strieber schilderte 1987 in seinem eigenen Angaben zufolge auf realen Ereignissen basierenden Buch Communion seine eigene erlittene Entführung durch Außerirdische. 1989 wurde dieses unter dem Titel Die Besucher mit Christopher Walken in der Hauptrolle verfilmt.
Auch in zahlreichen weiteren Filmen und Fernsehserien verschiedener Genres stellt die Entführung durch Außerirdische ein Hauptmotiv dar, zum Beispiel in Akte X, Die vierte Art und Begegnung aus dem Nichts, einer Verfilmung des Entführungsfalls Betty und Barney Hill. Im Film Feuer am Himmel wird der Fall von Travis Walton dargestellt.
In der 2008 ausgestrahlten Live-Dokumentation Uri Geller Live: UFOs und Aliens – Das unglaubliche TV-Experiment wurde ein Entführungsfall geschildert und analysiert. Es gibt viele weitere Dokumentationen in denen Entführungsfälle erläutert und teils gemäß den Beschreibungen künstlerisch dargestellt werden, etwa UFO Witness oder Love & Saucers.
Im 2014 veröffentlichten Found-Footage-Film Alien Abduction zeigt der Regisseur Matty Beckerman die Entführung einer Familie, die mit einem Camcorder festgehalten wird. Hintergrund bilden die sogenannten Brown-Mountain-Lichter.
Auch der US-amerikanische Kinofilm The Signal aus dem Jahr 2014 hat eine Entführung durch Außerirdische zum Gegenstand.

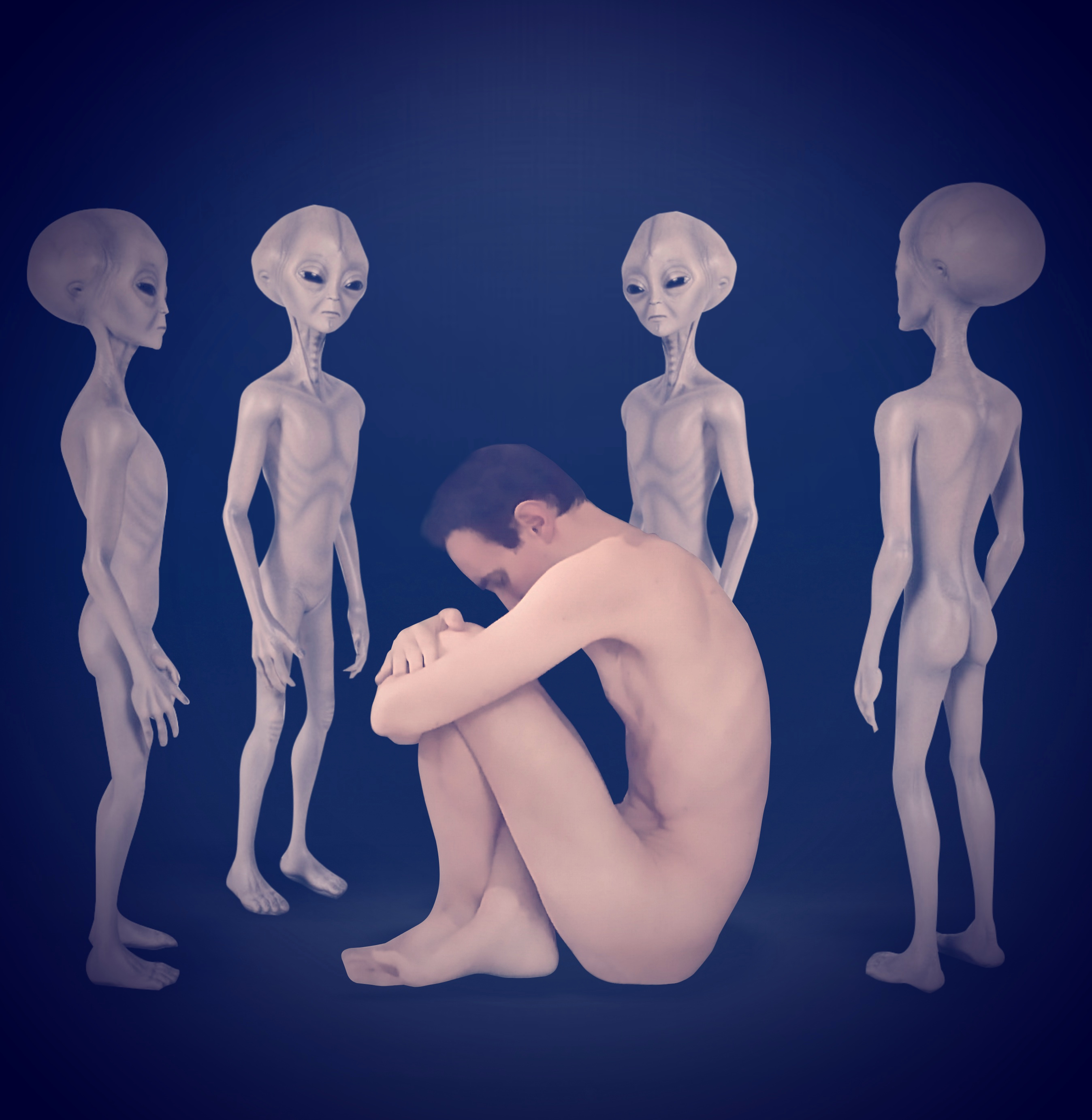
'Die Grauen' – von denen es mehrere angebliche Untertypen gibt, darunter auch größere[44][45] – sind die am häufigsten gemeldeten Außerirdischen im Zusammenhang mit angeblichen Alien-Entführungen.[46][47] Sie werden von mehreren Entführten als scheinbar empathielos beschrieben.
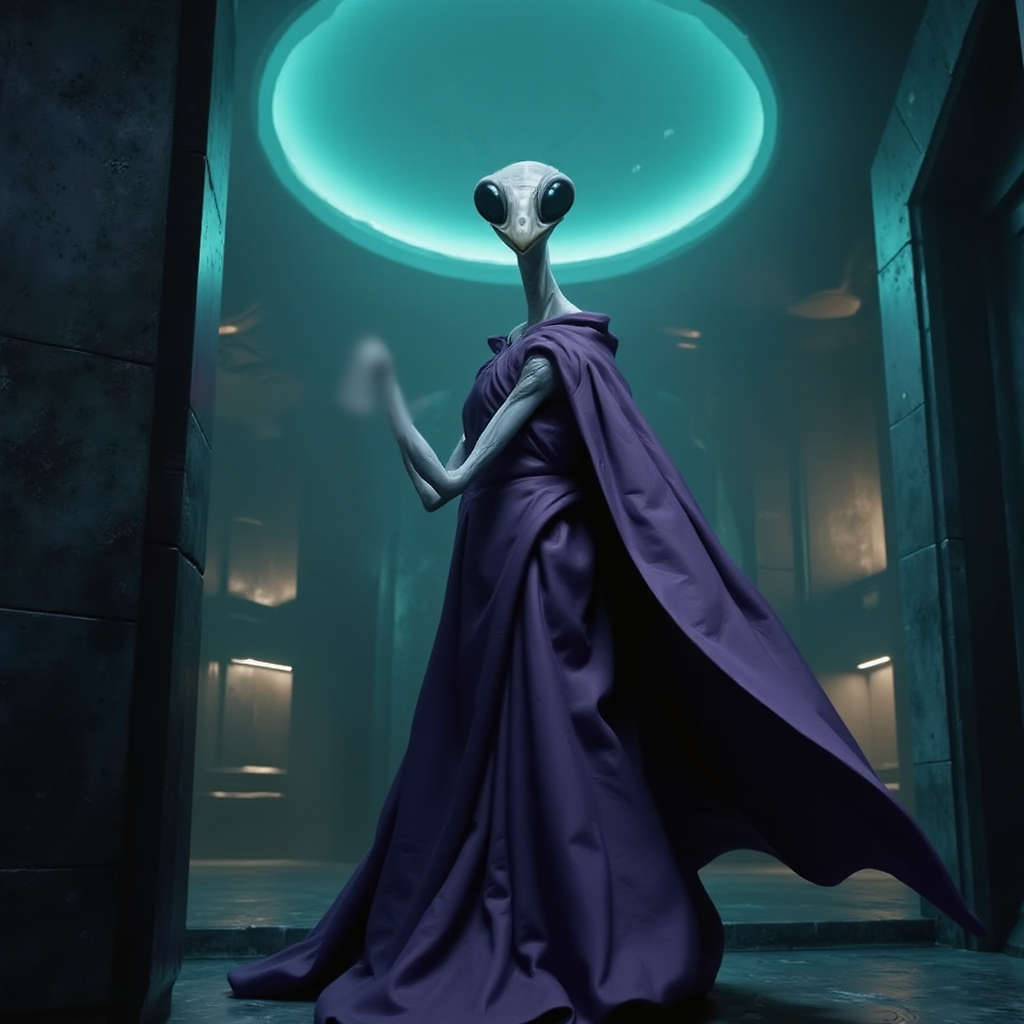
'Mantid Aliens' (hier grob dargestellt) wurden von vielen Personen, die eine Entführung durch Außerirdische behaupteten, gemeldet. Sie haben Ähnlichkeit zu Gottesanbeterinnen.[49][50][44][51][52][53][54][55][56][57][58] Mehrere Entführte behaupten diese haben etwa bei Entführungen scheinbar das Sagen im Vergleich zu den Grauen.
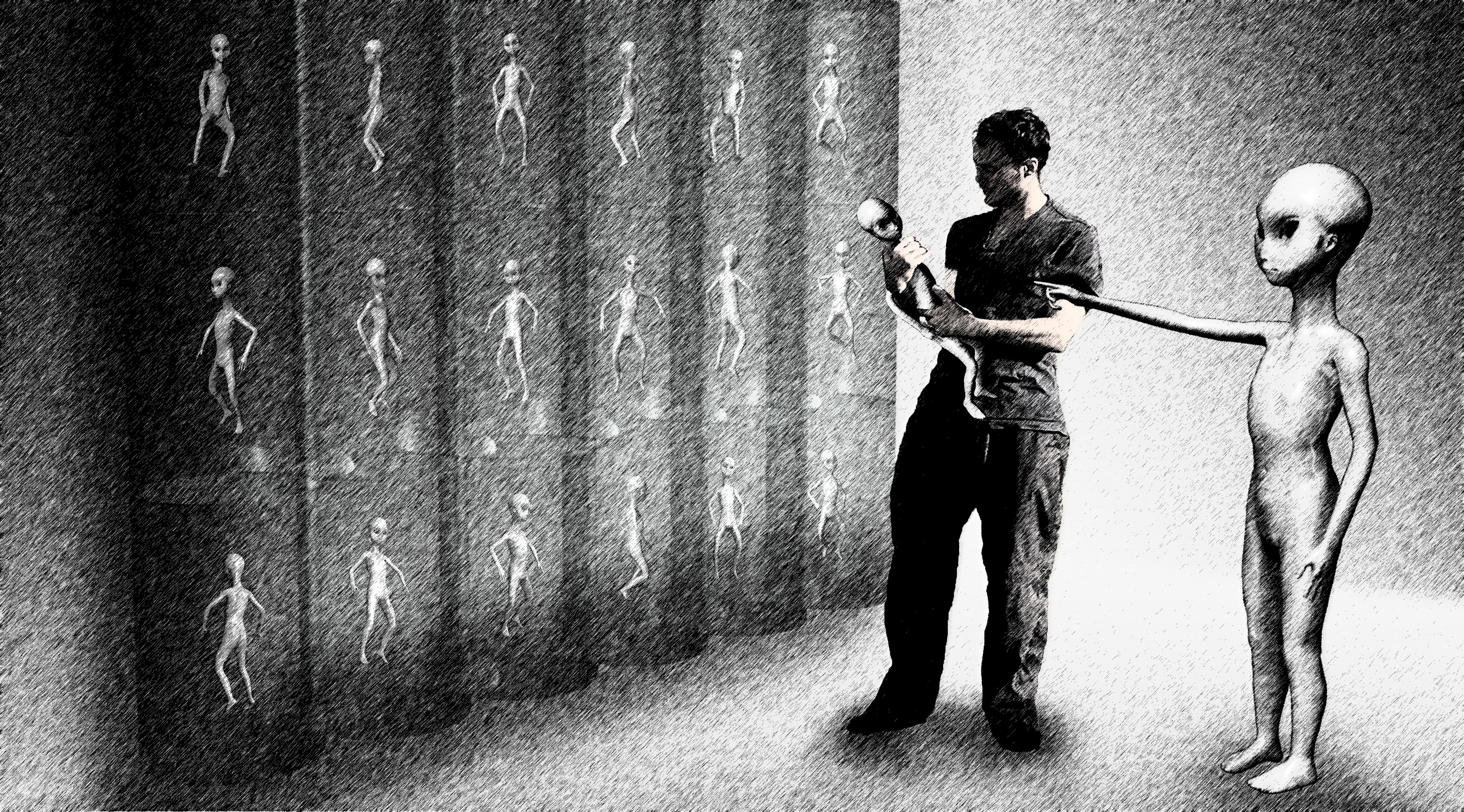
Außerirdisch-menschliche Hybride – insbesondere Babys – werden häufig von Alien-Entführten berichtet